# 動圧
動圧 (どうあつ、英語: Dynamic pressure, Velocity pressure) とは、単位体積当たりの流体の運動エネルギーを圧力の単位により表したものであり、以下の式により定義される。
{\displaystyle q={\dfrac {\rho \,u^{2}}{2}}}
ここで
| {\displaystyle q\;}     | = 動圧（Pa）        |
| {\displaystyle \rho \;} | = 流体密度（kg/m3） |
| {\displaystyle u\;}     | = 流速（m/s）       |
ベルヌーイの定理から非粘性・非圧縮流体の定常流においては、位置エネルギーを無視できるものとすると、
{\displaystyle {\frac {1}{2}}\rho v^{2}+p=\mathrm {constant} }
が成り立つ。
ここで{\displaystyle q={\frac {1}{2}}\rho v^{2}}は動圧、{\displaystyle p}は静圧であり、両者の和は常に一定である。両者の和を総圧（よどみ点圧、全圧）と呼ぶ。